# Sebastian Suhl
Sebastian Suhl (né en 1967 à New York, États-Unis) est un cadre ayant travaillé chez Prada puis chez Givenchy.
Sebastian Suhl est nommé PDG de la marque milanaise Trussardi en 2020. Auparavant, il était chez Valentino en tant que directeur général des marchés mondiaux à partir de 2017. Avant Valentino, il a été PDG de l'entreprise Marc Jacobs à partir de septembre 2014. Suhl a été PDG de la maison française Givenchy, depuis début 2012. De 2001 à 2011, il a occupé divers postes de direction au sein du groupe Prada. En 1997, Sebastian Suhl devient directeur général de Thimister, la marque du styliste Josephus Thimister (en). Deux ans plus tard, il est nommé directeur du développement chez Courrèges.

## Formation
Après avoir obtenu une licence en économie politique mondiale du Colorado College (États-Unis) en 1989, Sebastian Suhl obtient ensuite son Master en administration des affaires à l’ESADE, à Barcelone en 1992,.

## Carrière
Sebastian Suhl commence sa carrière en 1992 en tant que Senior Auditor chez Deloitte & Touche à Barcelone, avant de déménager à Paris en 1996 pour occuper le poste de Engagement Manager chez Solving International, un cabinet de conseil en stratégie,,,.

### Débuts dans l'industrie de la mode
En 1997, Suhl a co-fondé et dirigé Thimister, une entreprise de mode en démarrage. Deux ans plus tard, en 1999, il a été nommé directeur du développement International chez Courrèges.

### Prada
Au cours du début des années 2000, Sebastian Suhl a poursuivi sa carrière au sein du groupe Prada (qui comprend les marques Prada, Miu Miu, Church’s et Car Shoe). En 2001, il a été nommé directeur général France. En 2005, il est devenu directeur général Asie-Pacifique et Chine pour le groupe Prada, basé à Hong Kong,,. En 2009, il a été nommé directeur général adjoint du groupe Prada et a déménagé à Milan. Sebastian Suhl a joué un rôle dans l'introduction en bourse de la marque à la Bourse de Hong Kong en 2011,.

### Givenchy
Sebastian Suhl rejoint Givenchy, la marque détenue par LVMH, en 2012,. Son arrivée dans l'entreprise a été suivie d'une croissance soutenue. Affirmant l'importance du retail direct, Sebastian Suhl prévoit d'ouvrir 24 nouveaux magasins d'ici la fin de l'année 2014.

### Marc Jacobs
En septembre 2014, Sebastian Suhl est nommé PDG de Marc Jacobs,, annonçant une nouvelle ère avec le départ du designer Marc Jacobs de Louis Vuitton et l'annonce qu'il se concentrerait sur sa propre marque,,,.

### Valentino
En 2018, Sebastian Suhl rejoint Valentino en tant que directeur général - Marchés mondiaux. Dans ce rôle, Suhl était responsable de la fonction commerciale mondiale - vente au détail, commerce électronique et ventes.

### Trussardi
En 2020, Sebastian Suhl est nommé PDG de la maison italienne historique Trussardi. Trussardi venait d'être acquise par un fonds de capital-investissement italien et Suhl avait pour mission de redresser la maison. Parmi ses réalisations chez Trussardi, il a nommé de nouveaux directeurs artistiques et a défini une nouvelle identité de marque.

### Mosaiq Group
En 2024, Sebastian Suhl participe, avec un groupe d'entrepreneurs italiens et le fonds de capital-investissement Arca Space Capital, à la création de Mosaiq Group, une nouvelle entité regroupant des entreprises spécialisées dans l'emballage de luxe et durable. Il a été nommé PDG et membre du conseil d'administration de Mosaiq Group en juin 2024,,.

### END.
En septembre 2024, Sebastian Suhl est nommé administrateur non exécutif au sein du conseil d’administration d’END., un détaillant britannique spécialisé dans le streetwear et le sportswear. Le 1er mai 2025, il est nommé directeur général de l’entreprise. Sa nomination est confirmée à l’issue d’un processus de recrutement international et se voit approuvée à l’unanimité par le conseil.